# Нижньо-Рогачицька волость
Нижньо-Рогачицька волость — адміністративно-територіальна одиниця Мелітопольського повіту Таврійської губернії.
Станом на 1886 рік складалася з 4 поселень, 4 сільських громад. Населення — 3 436 осіб (1750 чоловічої статі та 1686 — жіночої), 550 дворових господарств.
|                    | Площа, десятин | У тому числі орної, дес. |
| ------------------ | -------------- | ------------------------ |
| Сільських громад   | 7020           | 4944                     |
| Казенної власності | 24046          | 9800                     |
| Іншої власності    | 121            | 120                      |
| Загалом            | 31187          | 14864                    |

Поселення волості:
- Нижній Рогачик (Малий та Панський Рогачик) — село при колодязях за 112 верст від повітового міста, 955 осіб, 173 двори, православна церква, земська станція, 3 лавки, шкіряний завод. За 3 версти — рибний завод. За 6 верст — школа. За 12 верст — цегельний і черепичний завод. За 15 верст — школа, лавка. За 18 верст — школа.
- Бабина — село при річці Дніпро, 869 осіб, 135 дворів, лавка.
- Карайдубина — село при річці Дніпро, 561 особа, 86 дворів.
- Ушкалка — село при річці Дніпро, 1051 особа, 156 дворів, лавка.